# 實際 (佛教)
實際，又譯本際、本原、真際，大乘佛教術語，指法的實相，與真如、法界等是同義詞。也常被用來當成涅槃的同義詞。

## 字源
本際，意為端點，可以指空間的邊際，或時間的邊際。加上真實，形成實際這個複合名詞，其字面意思為最真實，最極致的真實，或最真實的教說。

## 概論
在佛教中，實際可以指對於法性的真實證悟，因為無法再超越於此，故稱為際。阿羅漢依實際而住，因此實際也可以被當成涅槃的同義詞。實際這個譯名來自鳩摩羅什，在鳩摩羅什之前，有各種不同的譯法。如支婁迦讖譯《道行般若經》中，「為本際作證」一句中的本際，其梵文即為實際，意指涅槃。